# Episodi di Maradona: sogno benedetto
La prima stagione della serie televisiva Maradona: sogno benedetto, composta da 10 episodi, è stata pubblicata su Prime Video il 5 novembre 2021.
| n° | Titolo originale | Titolo italiano | Pubblicazione   |
| -- | ---------------- | --------------- | --------------- |
| 1  | Promesa          | Promessa        | 5 novembre 2021 |
| 2  | Dictado          | Dittatore       | 5 novembre 2021 |
| 3  | Máquina          | Macchina        | 5 novembre 2021 |
| 4  | Sudaca           | Sudamericano    | 5 novembre 2021 |
| 5  | Roto             | Rotto           | 5 novembre 2021 |
| 6  | Vesuvbio         | Vesuvio         | 5 novembre 2021 |
| 7  | Libre            | Libero          | 5 novembre 2021 |
| 8  | Cristiana        | Cristiana       | 5 novembre 2021 |
| 9  | Capitán          | Capitano        | 5 novembre 2021 |
| 10 | D10S             | D10S            | 5 novembre 2021 |

## Promessa
- Diretto da: Alejandro Aimetta

### Trama
Buenos Aires. Grazie all’amichetto Goyo Carrizo, il piccolo Diego sostiene un provino con l’Argentinos Juniors entrando così a far parte delle Cebollitas all’età di 10 anni. Con le sue giocate ben presto Diego inizia a far notizia e in pochi anni entra nel giro della prima squadra debuttando prima di compiere 16 anni. Il salto di qualità a livello economico arriva soprattutto quando Diego inizia ad essere assistito da Jorge Cyterspiler tanto da comprare una casa per i suoi genitori e nel nuovo quartiere ha modo di conoscere Claudia Villafañe.
4 gennaio 2000. Diego si trova a Punta del Este in Uruguay insieme a Guillermo Coppola quando si sente male nella sua villa venendo soccorso da un giovane medico che con l’aiuto dell’agente in gran segreto lo porta in ospedale. 
- Altri interpreti: Leticia Brédice (Cecilia), Romina Richi (Monica Bang), Monica Ayos (Yayita), Martín Slipak (Marcos Lopez), Antonio Birabent (Pablo), Stefy Roitman (Caro), Diego Gentile (Farina), Fernán Mirás (Francis Cornejo), Luis Rubio (Graziano), Gabriel Schultz (Trotta).

## Dittatore
- Diretto da: Alejandro Aimetta

### Trama
Diego sta spopolando per le sue giocate con l’Argentinos Juniors e continua a frequentare Claudia. A pochi mesi dall’esordio in campionato, viene chiamato da César Luis Menotti ad allenarsi con la Nazionale debuttando in amichevole contro l’Ungheria a 16 anni e 4 mesi. Diventato capocannoniere del campionato argentino, non viene inserito nella rosa della Selección (che diventerà campione del mondo per la prima volta nella sua storia), in quanto il CT Menotti gli preferisce Renè Houseman. Successivamente Diego vince il campionato mondiale di calcio Under-20 1979 venendo premiato con il Pallone d’Oro come miglior giocatore del torneo. Invece il vecchio amico Goyo Carrizo, con il quale Diego aveva avuto uno screzio, non essendosi ripreso dall’infortunio, si ritira dal calcio giocato. Nel frattempo le madri di Plaza de Mayo chiedono con forza la liberazione dei propri figli desaparecidos.
Diego è in terapia intensiva e sua madre accusa Claudia di non essersi curata di lui. Intanto Guillermo Coppola viene interrogato da un giudice.
- Altri interpreti: Maria Onetto (madre di Plaza de Mayo), Martín Slipak (Marcos Lopez), Antonio Mirabent (Pablo), Diego Gentile (Farina), Stefy Roitman (Caro), Luis Rubio (Graziano), Marina Bellati (infermiera Amalia), Vincenzo Figaredo (Mario Kempes), Martín Bucich (Joao Havelange).

## Macchina
- Diretto da: Alejandro Aimetta

### Trama
Diego, accompagnato dal giornalista Ricardo Suarez, suo futuro addetto stampa, fa visita a Pelè nella sua casa in Brasile. Sono gli anni in cui Diego vince per due volte il Pallone d’oro sudamericano, il premio che spetta al miglior giocatore del continente. 

Diego, assistito da Jorge Cyterspiler, viene poi ceduto al Boca Juniors, la squadra per la quale tifa suo padre, in cambio di 2 milioni di dollari con cinque giocatori degli xeneizes che vengono forzati a fare il percorso inverso. Diego inizia a frequentare il loro agente Guillermo Coppola che lo fa divertire nei locali e gli procura belle ragazze. Diego debutta alla Bombonera il 22 febbraio 1981 segnando una doppietta e con 28 gol segnati in 40 partite trascina il Boca alla vittoria del campionato. Nel bel mezzo del conflitto per le Isole Falkland con l’Inghilterra, Maradona prende parte al Mondiale del 1982 dal quale l’Argentina viene eliminata alla seconda fase e lui viene espulso per un brutto fallo. 
Coppola, davanti alla giudice, dichiara che al momento dello scompenso di Diego erano presenti solo lui e il padrone di casa ma alla fine ammette che era presente anche una terza persona, Carlos Ferro Viera, il quale, secondo quanto ipotizzato dalla giudice, avrebbe procurato la droga a Diego. Coppola viene così tratto in arresto. Ricardo Suarez, addetto stampa di Diego quando giocava in Europa e ora direttore di un giornale argentino, ha per le mani l’esclusiva da pubblicare.
- Altri interpreti: Douglas Silva (Pelè), Romina Richi (Mónica Bang), Mauricio Dayub (Coco Villafañe), Maximiliano Ghione (Morsa), Marina Bellati (infermiera Amalia), Antonio Birabent (Pablo), Stefy Roitman (Caro), Diego Gentile (Farina), Fernán Mirás (Francis Cornejo), Ignacio Lazbal (Hugo Perotti), Fausto Duperre (Alberto Tarantini), Juan Pablo Rubuffi (Silvio Marzolini), Pablo Rodriguez Albi (Ubaldo Fillol),  Vincenzo Figaredo (Mario Kempes), Juan Lo Sasso (Miguel Ángel Brindisi), Marnuel Martínez Sobrado (Hugo Gatti).

## Sudamericano
- Diretto da: Alejandro Aimetta e Roger Gual

### Trama
Il 5 giugno 1982 Diego viene acquistato dal Barcellona e sin da subito viene controllato da due uomini del presidente Nuñez data la sua vita notturna e la sua  frequentazione con la cantante Lorena Gaumont. Al campione viene riscontrata anche l’epatite B e così è costretto a fermarsi per tre mesi con la stampa spagnola che lo vessa pesantemente. Un giorno riceve la visita a sorpresa del nuovo CT Carlos Bilardo il quale gli dice che lo vorrebbe come capitano in vista dei Mondiali del 1986.
- Altri interpreti: Eva De Dominici (Lorena Gaumont), Frances Orella (Josep Lluís Núñez), Leonard Kunz (Bernd Schuster), Richard Sammel (Udo Lattek), Pablo Cerri (Néstor Ladilla), Maximiliano Ghione (Morsa), Diego Gentile (Farina), Luis Rubio (Graziano), Osqui Guzmán (Galíndez), Diego Alonso (Osvaldo), Marina Bellati (infermiera Amalia), Vincenzo Figaredo (Mario Kempes), Xabier Perurena (Juan José Urruti).

## Rotto
- Diretto da: Alejandro Aimetta e Roger Gual

### Trama
Nel 1983 ad allenare il Barcellona arriva l’ex CT dell’Argentina César Luis Menotti ma Diego continua ad avere dei dissidi con il presidente Nuñez riuscendo a fatica a farsi riconsegnare il proprio passaporto. Diego affianca un contabile parente di Claudia al suo agente Cyterspiler per la gestione dei suoi conti e viene ripreso da sua madre per avergli tenuto nascosto la relazione segreta con Lorena Gaumont riportata dai tabloid spagnoli. Il Barça, dopo la vittoria della Coppa del Re e il quarto posto nella Liga nella stagione precedente sotto la guida di Udo Lattek, inizia la nuova stagione vincendo Copa de la Liga contro il Real Madrid grazie a due gol messi a segno da Diego. Alla quarta giornata di campionato, durante l’incontro tra Barça e Athletic Bilbao, Maradona subisce un grave infortunio per un fallo di Andoni Goikoetxea; durante la sua assenza il Barça vince la Supercoppa proprio contro l’Athletic. Ritornato in campo all’inizio del 1984, nel corso della finale di Coppa del Re persa contro i baschi Diego si avventa contro Goikoetxea innescando una rissa tra le due squadre; questo episodio accelererà il suo addio al Barcellona.
- Altri interpreti: Eva De Dominici (Lorena Gaumont), Frances Orella (Josep Lluís Núñez), Pablo Cerri (Nestor Ladilla), Maximiliano Ghione (Morsa), Fernán Mirás (Francis Cornejo), Osqui Guzmán (Galindez), Diego Alonso (Osvaldo), Paula Morales (Lorena), Mauricio Dayub (Coco Villafañe), Luis Rubio (Graziano), Marina Bellati (infermiera Amalia), Fernando Fiore (Méndez), Inés Palombo (amica di Viera).

## Vesuvio
- Diretto da: Alejandro Aimetta e Edoardo De Angelis

### Trama
Dopo essersi scusato personalmente con il re Juan Carlos, Diego si trasferisce al Napoli venendo accolto da circa ottantamila persone allo Stadio San Paolo il 5 luglio 1984. Da subito Diego rimane colpito dall’affetto dei napoletani nei suoi confronti e sente molta pressione. In Nazionale c’è tensione con Daniel Passarella poiché il CT Bilardo gli preferisce Maradona il quale a Napoli si sta facendo amare tanto che Giuseppe Bruscolotti gli cede la fascia da capitano. Diego scopre che Jorge Cyterspiler sta agendo in modo poco chiaro con i suoi soldi. A sei mesi dal Mondiale del 1986 un terremoto rade al suolo Città del Messico e Cyterspiler, che si trova lì in un hotel, sopravvive. Diego si preoccupa parecchio ma, una volta che riesce a mettersi in contatto con lui, lo liquida per i suoi affari sbagliati.
Coppola viene rilasciato e si presenta all’ospedale per supportare i famigliari quando all’improvviso Diego si alza dal letto davanti a loro.
- Altri interpreti: Riccardo Scamarcio (Carmine Giugliano), Pablo Cerri (Néstor Ladilla), Maximiliano Ghione (Morsa), Giovanni Esposito (Corrado Ferlaino), Andrea Renzi (Vincenzo Scotti), Maria Vera Ratti (Fontana), Osqui Guzmán (Galindez), Mariano Torre (Oscar Ruggeri), Esteban Prol (Beto), Diego Gentile (Farina), Marina Bellati (infermiera Amalia), Francisco Reyes (Juan Carlos I), Ezequiel Streminz (Daniel Bertoni), Antonio Braucci (Giuseppe Bruscolotti), Salvatore Misticone (Carlo Iuliano), Gustavo Carvalho (Jorge Valdano)), Darío Miño (Pedro Pasculli), Pablo Rodriguez Albi (Ubaldo Fillol), Mario Vidal (dottor Oliva), Nelson Ramos Marroquin (Ricardo Bochini), Juan Chapur (Sergio Batista), Guido Losantos (José Luis Brown), Toto Perez (Héctor Enrique), Carmine Megliaccio (Benito), Vincenzo Pirozzi (Salvatore Giugliano).

## Libero
- Diretto da: Alejandro Aimetta e Edoardo De Angelis

### Trama
Diego sceglie come nuovo agente Guillermo Coppola, celebrità delle notti di Buenos Aires che conquista subito anche l’approvazione della cerchia del campione sistemando il padre di Claudia, Coco Villafañe, alla Darma. A Napoli Diego viene raggiunto da Ricardo Suarez, già suo addetto stampa ai tempi del Barcellona, il quale gli chiede di poter scrivere la sua biografia ma il campione non acconsente. Diego incontra in Vaticano Papa Giovanni Paolo II ma a Napoli continua a fare vita notturna e a frequentare belle donne, tra le quali Cristiana Sinagra, all’insaputa di Claudia che non riesce più a stargli dietro e decide di tornare in Argentina senza dirgli niente. La madre di Diego è preoccupata per il suo stile di vita e per la frequentazione con Guillermo Coppola tanto da sospettare che i due possano essere amanti. L’agente deve rinunciare a rappresentare altri 200 giocatori poiché Diego lo vuole tutto per sé. In quel periodo il cognato di Diego, Gabriel “Morsa” Esposito, fa da intermediario tra gli scippatori e i turisti argentini chiedendo soldi per farsi restituire i passaporti.
In ospedale Diego riceve la visita delle figlie e di Carlos Bilardo.
- Altri interpreti: Tommaso Ragno (Papa Giovanni Paolo II), Tea Falco (Cristiana Sinagra), Monica Ayos (Yayita), Leticia Brédice (segretaria Cecilia), Mauricio Dayub (Coco Villafañe), Fernando Fiore (Mendez), Marina Bellati (infermiera Amalia), Catello Buonomo (Diego jr), Gianfranco Gallo (prof. Giannini), Aldo Maria Scognamillo (Diego jr a 10 anni), Arturo Scognamiglio (dottor Pannunzio), Giusy Giglio (dottoressa Sibillo), Giuseppina Ravani (Ilary).

## Cristiana
- Diretto da: Alejandro Aimetta e Edoardo De Angelis

### Trama
Quando Cristiana gli dice che è incinta, Diego si smarca dicendo che deve partire per i Mondiali e cerca invano di convincerla ad abortire. Diego è spiazzato quando si ritrova davanti Claudia che ha deciso di tornare dall’Argentina per stargli accanto prima dei Mondiali. Diego ha difficoltà a vivere a Napoli per la pressione dei tifosi e continua fare uso di droga. Prima di partire per il Messico, passa a casa di Cristiana per scusarsi ma viene mandato via da suo padre. Lo speciale della Rai “La verità sulla gravidanza di Cristiana Sinagra” non verrà trasmesso su richiesta di Diego grazie alle sue amicizie. 
Cristiana cerca in tutti i modi di far parlare suo figlio con Diego ricoverato ma Claudia non vuole saperne. Diego è irascibile e vorrebbe lasciare la clinica; quando Claudia gli consegna una lettera di Diego jr, lui la straccia dicendo che ha solo due figlie, Dalma e Giannina.
- Altri interpreti: Tea Falco (Cristiana Sinagra), Esteban Prol (Beto), Maximiliano Ghione (Morsa), Osqui Guzmán (Galindez), Ezequiel Stramiz (Daniel Bertoni), Marina Bellati (infermiera Amalia), Mariano Torre (Ruggeri), Salvatore Misticone (Carlo Iuliano), Javier Pedersoli (Cambiasso), Carolina Rojas (Dalma Maradona a 12 anni), Valentina Martínez (Giannina Maradona a 10 anni), Mario Vidal (dottor Oliva), Antonio Braucci (Giuseppe Bruscolotti), Leonardo Petrillo (giornalista Udine), Marcelo Romolo (Angelo, guardia del San Paolo), Massimiliano Rossi (padre di Cristiana), Angelo Curti (medico del Napoli), Nelson Ramos Marroquin (Ricardo Bochini), Juan Chapur (Sergio Batista), Guido Losantos (José Luis Brown).

## Capitano
- Diretto da: Alejandro Aimetta

### Trama
In ritiro Daniel Passarella accusa Diego di fare uso di cocaina e El Pibe de Oro finisce per confessare ma ribatte dicendo davanti a tutti che Passarella si è portato a letto la moglie di un compagno di squadra.
Alla fine Passarella sarà costretto a saltare la competizione per delle forti coliche dovute probabilmente a dell’acqua contaminata e Diego si mostrerà solidale con lui.
Punta del Este. Diego finalmente viene dimesso e saluta medici e infermieri prima di lasciare la clinica. Si trasferirà poi a Cuba per un periodo di disintossicazione. Poco dopo il suo ricovero perde 10 chili e riprende ad allenarsi. Mesi dopo, contro ogni aspettativa, giocherà un’amichevole a Buenos Aires.
- Altri interpreti: Maximiliano Ghione (Morsa), Osqui Guzmán (Galindez), Mariano Torre (Ruggeri), Marina Bellati (infermiera Amalia), Javier Pedersoli (Cambiasso), Larry Kapust (John Benson), Gustavo Carvalho (Jorge Valdano), Darío Miño (Pedro Pasculli), Nelson Ramos Marroquin (Ricardo Bochini), Juan Chapur (Sergio Batista), Guido Losantos (José Luis Brown), Toto Perez (Héctor Enrique).

## D10S
- Diretto da: Alejandro Aimetta

### Trama
Claudia raggiunge Diego in ritiro e gli chiede di dirgli la verità sulla relazione con Cristiana dato che lei è andata in tv a raccontare la vicenda; Diego le dice che è tutta un’invenzione e che ama solo lei. A Napoli intanto Cristiana viene vessata dai concittadini. Con i suoi gol, le sue giocate e la grinta trasmessa ai compagni Diego trascina la squadra alla vittoria del Mondiale 1986.
Diego sembra essersi disintossicato ma in occasione di una conferenza stampa incontra di nuovo Ferro Viera e riprende a frequentarlo. Diego dà l’addio al calcio con una partita alla Bombonera davanti a migliaia di tifosi e nel discorso di ringraziamento cita la famiglia, Guillermo Coppola ma non Claudia che lascia la tribuna. Nel tunnel dello stadio Diego viene circondato dai giornalisti e sentendo la pressione si sfoga abbracciando l’amico Fierro Vera.
- Altri interpreti: Tea Falco (Cristiana Sinagra), Maximiliano Ghione (Morsa), Fernán Mirás (Francis Cornejo), Osqui Guzmán (Galindez), Mariano Torre (Ruggeri), Esteban Prol (Beto), Arnaldo Pipke (Julio Grondona), Antonio Ferrante (Enzo Ferrari), Javier Pedersoli (Cambiasso), Ricardo Migoya (Moschella), Catello Buonomo (Diego Armando Maradona Junior), Carolina Rojas (Dalma Maradona a 12 anni), Valentina Martinez (Giannina a 10 anni), Massimiliano Rossi (padre di Cristiana), Aldo Maria Scognamillo (fratello Diego jr), Natalia Dal Molin (Mary), Cintia Gutierrez (Kitty), Mayra Sanchez (Lili), Juan Gabriel Romero (Lalo), Jorge Pestille (Hugo), Gustavo Carvalho (Jorge Valdano), Juan Chapur (Sergio Batista), Guido Losantos (José Luis Brown), Darío Miño (Pedro Pasculli), Nelson Ramos Marroquin (Ricardo Bochini), Toto Perez (Héctor Enrique), Sergio Boris (José Abuelo), David Masajnik (Roberto Cejas), Eduardo Zelazny (Don Camilo), Mònica Raiola (Pochi), Shirley Giménez (Ana).